# بيز ميتغيل
بيز ميتغيل (بالإنجليزية: Piz Mitgel)‏ هو أحد جبال سلسلة جبال الألب ألبولا ويقع في كانتون غراوبوندن في سويسرا. يحتل المرتبة رقم 156 في قائمة جبال سويسرا من حيث الارتفاع، إذ يبلغ ارتفاعه حوالي 3159 متر، بينما يبلغ ارتفاع نتوء الجبل 445 متر، هذا وقد سجل أول وصول لقمة الجبل عام 1867.